# Нейво-Шайтанский
Не́йво-Шайта́нский — посёлок (до 2004 года — посёлок городского типа) в Свердловской области. Входит в МО г. Алапаевск.

## Географическое положение
Посёлок Нейво-Шайтанский муниципального образования «муниципальное образование город Алапаевск» Свердловской области расположён в 30 километрах (по автодороге в 36 километрах) к юго-западу от административного центра — города Алапаевск, на левом берегу реки Нейва), при впадении в неё реки Сусанка. В окрестностях посёлка находятся старинные самоцветные копи, геологические и геоморфологические природные памятники: Харина, Поцелуиха, Никольская, Жердовница, Липовка, Делянка, Артюхина Яма, Под Ельником, Большая и Малая Тележница.

## История посёлка
После возникновения селения Сусан (Старый Сусан), в 1735 году В. Н. Татищевым строится Нижнесусанский передельный завод и поселение получило своё первоначальным название — Сусанский Завод. В 1753 году вверх по реке Сусанка в поселении Новый Сусан построен второй Верхнесусанский завод.
После строительства в 1825 году Нейво-Шайтанского завода по выпуску кровельного железа Сусанские заводы были закрыты. Гидротехнические сооружения Нейво-Шайтанского завода созданы при участии плотинного мастера алапаевских заводов Евстафия Сидоровича Сафонова, отца изобретателя водяной турбины Игнатия Сафонова. С 1841 г. основной продукцией Нейво-Шайтанского завода становится кровельное железо.
В XIX веке жители занимались промывкой россыпного и добычей жильного золота, поиском самоцветных камней.
В начале XX века в посёлке имелось два училища, больница, клуб, театр, народная библиотека.
При советской власти металлургический завод специализировался на производстве лопат и листового железа. В 1993 году завод прекратил существование.

## Историко — краеведческий музей
В 1960 году в посёлке был создан историко-краеведческий музей (ул. Ленина, 74), фонд которого пополнялся местными жителями. Экспозиция музея включает 5 разделов: орудия труда и быта XIX в., история завода и поселка, природа края, народное образование и материалы, рассказывающие об участии жителей в Великой Отечественной войне 1941—1945 годов.

## Население
| 1959 | 1970  | 1979  | 1989  | 2002  | 2010  |
| ---- | ----- | ----- | ----- | ----- | ----- |
| 7826 | ↘5066 | ↘4455 | ↘3468 | ↘2645 | ↘2308 |

## Инфраструктура
Нейво-Шайтанский связан асфальтированной автомобильной дорогой с городами Нижний Тагил и Алапаевск.
В настоящее время в посёлке действует школа.
Медицинское обслуживание населения поселка осуществляется ОВП пос. Нейво-Шайтанский (ГБУЗ СО «Алапааеская городская больница»).

## Петро-Павловская церковь

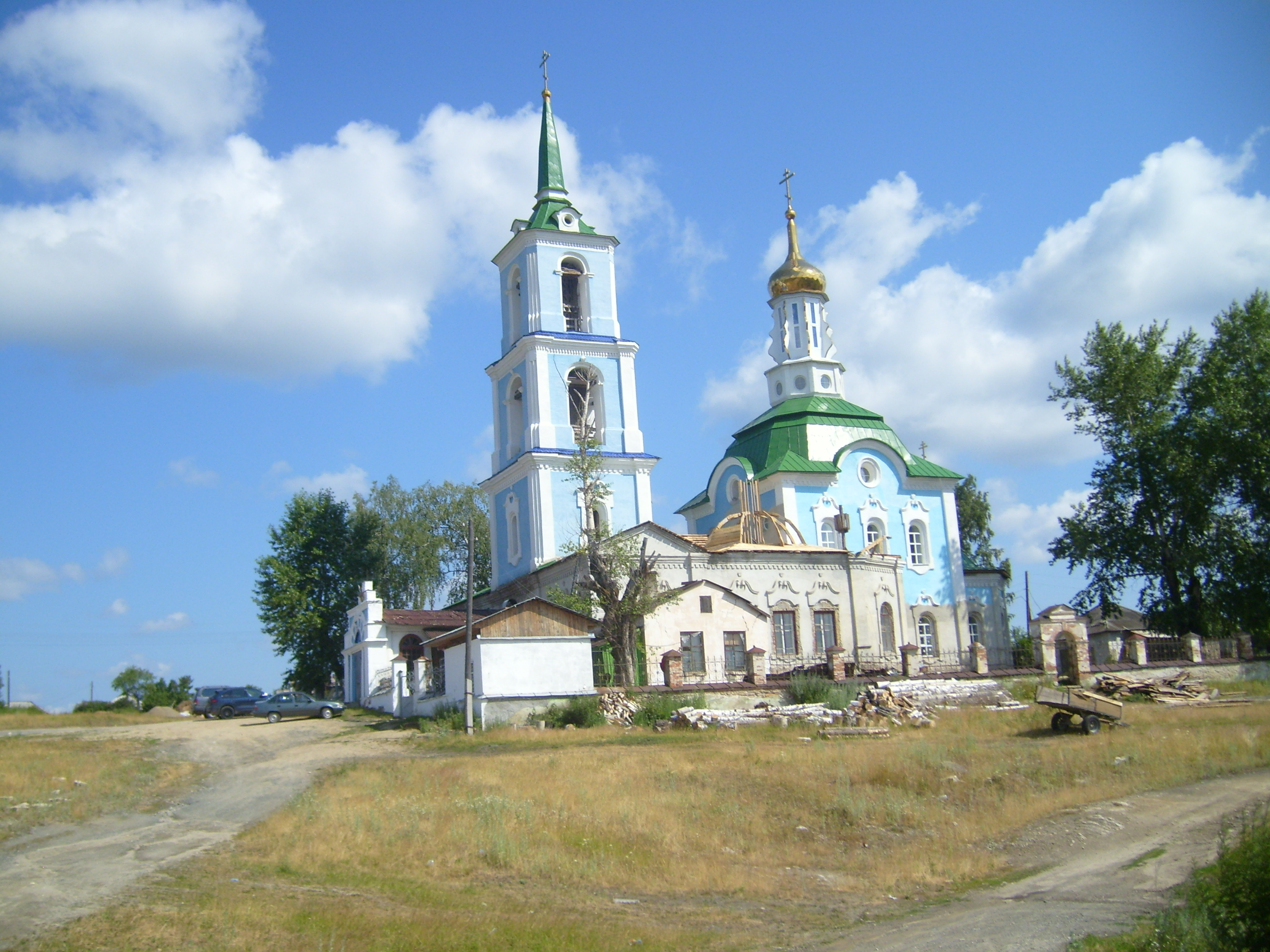
Храм Святых Апостолов Петра и Павла

Первая деревянная церковь была построена в 1750 году. А в 1797 году на средства заводовладельцев Яковлевых была заложена каменная, трёхпрестольная церковь. Правый придел был освящён в честь Введения во храм Пресвятой Богородицы 20 ноября 1812 года, главный храм был освящён во имя апостолов Петра и Павла 8 сентября 1821 года, левый придел был освящён во имя благоверного великого князя Александра Невского 30 октября 1877 года. В этом храме с 1893 по 1918 год служил Константин Иванович Попов, убитый красноармейцами и канонизированный как новомученик. Храм был закрыт в 1936 году, но в 1947—1962 годах продолжил действовать. Второй раз храм был закрыт в 1962 году, а в здании размещался детский сад. В 1990 году была образована община, в храме возобновились богослужения.

## Известные жители
- Словцов, Пётр Андреевич — исследователь истории Сибирского края, автор «Исторического обозрения Сибири».
- Ольга Игоревна Кабо — советская и российская актриса театра и кино, певица, заслуженная артистка России. Провела детство у бабушки в Нейво-Шайтанском.